# Broeltoorns
Broeltoorns (nizozemsky (vlámsky), doslova věže Broel) je dvojice věží v belgickém městě Kortrijk. Věže jsou známy jako jeden ze symbolů města.
První věž, zvaná Speyetoorn byla zbudována v roce 1385 pro řízení dopravy na řece Leie. Byla součástí hradeb z 12. století, zničených ve století sedmnáctém. V roce 1415 byla na druhé straně řeky přistavěna věž Ingelborchtoorn využívána jako zbrojnice.
Spolu s věží Artillerietoorn jsou jedinou dodnes zachovalou částí městských hradeb. Většina hradeb byla zničena v roce 1683. Ostatní části byly odstraněny v 18. století, nebo během světových válek.
Na mostě mezi věžemi se nachází socha sv. Jana Nepomuckého. Původní most byl rovněž obětí obou světových válek.